# Thành phố lịch sử Sukhothai và các đô thị lân cận
Thành phố lịch sử Sukhothai và các đô thị lân cận là một Di sản thế giới được UNESCO công nhận bao gồm ba Công viên lịch sử Sukhothai, Si Satchanalai và Kamphaeng Phet. Đây là những phần còn lại của các thành phố chính thời kỳ Vương quốc Sukhothai phát triển rực rỡ trong thế kỷ 13 và 14.

## Danh sách
| Tên                              | Thể loại          | Vị trí                                | Hình ảnh |
| -------------------------------- | ----------------- | ------------------------------------- | -------- |
| Công viên lịch sử Sukhothai      | Thành phố lịch sử | Mueang Sukhothai, Sukhothai           |          |
| Công viên lịch sử Si Satchanalai | Thành phố lịch sử | Si Satchanalai, Sukhothai             |          |
| Công viên lịch sử Kamphaeng Phet | Thành phố lịch sử | Mueang Kamphaeng Phet, Kamphaeng Phet |          |